# Corda dorsal
A corda dorsal, notocorda ou notocórdio (do grego notos: dorso, costas + latim chorda: corda), é uma estrutura celular, semelhante a um bastão fino, que se forma durante o desenvolvimento embrionário e está presente, pelo menos em uma fase da vida, em todos os cordados. Estima-se que essa estrutura tenha surgido há cerca de 550 milhões de anos nos cordados primitivos. Um estudo de 2014 sobre o poliqueto Platynereis dumerilii propõe uma origem mais antiga para a notocorda em um ancestral comum de cordados e anelídeos. Esse estudo desafia o  conceito de que a notocorda é uma novidade evolutiva dos cordados. No clado dos cordados se encontram os seguintes grupos: urocordados, como as ascídias; cefalocordados, como o anfioxo; e vertebrados, como lampréias, feiticeiras (mixinas), peixes ósseos, condrictes (tubarões e raias), anfíbios, répteis, aves e mamíferos. Em urocordados e cefalocordados a notocorda permanece como uma estrutura de sustentação do corpo e dá suporte durante a locomoção. Em peixes ósseos e vertebrados terrestres ela foi substituída por um membro funcional alternativo, a coluna vertebral. Porém ela ainda aparece nesses grupos como uma estrutura embrionária, induzindo o desenvolvimento do tubo neural acima dela como encéfalo e medula espinhal. A coluna vertebral assim se forma ao redor da notocorda e, com a formação dos corpos vertebrais, a notocorda se degenera e permanece como o núcleo pulposo de cada disco intervertebral.

## Ontogenia da Notocorda

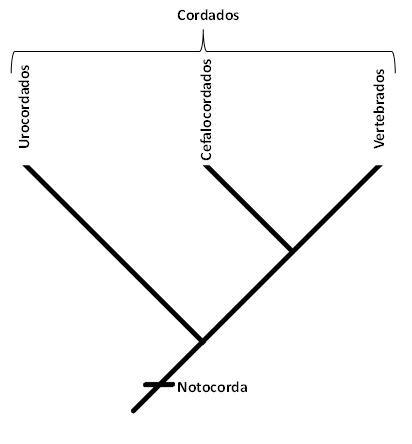
Relação filogenética entre grandes grupos de cordados. A notocorda característica basal nos membros de todos os grupos. Em grupos derivados de vertebrados, a notocorda é presente durante o desenvolvimento embrionário, sendo reduzida no organismo adulto e aparecendo como núcleos pulposos da coluna vertebral.

A notocorda se desenvolve durante a gastrulação do embrião, a partir da mesoderme. Ela é composta por uma bainha resistente de tecido fibroso que envolve um conjunto de células e fluido. Em alguns casos esse fluido encontra-se no interior de células vacuolizadas, em outros está localizado entre as células. Essa composição confere à notocorda as propriedades mecânicas de um bastão elástico, sendo que ela pode ser flexionada de um lado ao outro, porém ela não pode ser comprimida em seu comprimento como se fosse um telescópio. A bainha e os vacúolos das células da notocorda foram descritos em todas as espécies de vertebrados analisadas, corroborando o papel essencial desses componentes durante o desenvolvimento embrionário.
Em cordados mais primitivos: a notocorda tem a função de manter a forma do corpo durante os movimentos de natação laterais do animal (como anfioxos, por exemplo). Dentre as funções da notocorda estão: a definição do eixo primitivo do embrião dando-lhe uma certa rigidez; o fornecimento dos sinais necessários para o desenvolvimento do esqueleto axial (ossos da cabeça e da coluna axial); a indicação do futuro local dos corpos vertebrais.
Nos vertebrados: a notocorda se origina do organizador dorsal, que aparece durante a gastrulação e tem um papel essencial na determinação do eixo embrionário. O organizador medeia a padronização dorsal da mesoderme, regula os movimentos celulares na ectoderme e mesoderme e provê os sinais necessários para a indução da neuroectoderme ao longo do eixo antero-posterior do embrião.
Em teleósteos: O organizador dorsal dá origem a três camadas germinativas: a placa basal, a notocorda e a hipocorda. O precursor da notocorda é chamado de cordamesoderme, e seu desenvolvimento inicia-se como um bastão de células empilhadas que convergem na linha mediana do embrião e expressam marcadores específicos, como echidna hedgehog (ehh), sonic hedgehog (shh), colágeno 2 (col2a1) e no tail (ntl). Durante o estágio de segmentação, a expressão desses genes marcadores iniciais é suprimida e as células da cordamesoderme se diferenciam em duas subpopulações: uma bainha externa e uma camada interna de células vacuolizadas. As células da periferia secretam uma fina membrana basal peri-notocordal, composta por diversas proteínas de matriz extracelular. Já as células mais internas formam vacúolos preenchidos por fluido que ocupa a maior parte do volume da célula.
Membranas basais são estruturas complexas compostas de diferentes proteínas extracelulares localizadas em íntimo contato com as células em vários locais do organismo. Análises ultraestruturais revelaram diferenças significativas na organização da membrana basal de diferentes órgãos. No entanto, há uma grande heterogeneidade na composição molecular das membranas basais, bem como nas interações mútuas e na organização supramolecular dos diferentes componentes destas. A composição da membrana basal juntamente com o repertório de receptores de matriz definem a especificidade das respostas celulares.
A morfologia da membrana basal peri-notocordal é similar entre as diferentes espécies, como teleósteos, anfíbios e galinhas. A membrana basal peri-notocordal normalmente é composta de três camadas diferentes. A camada mais interna, mais próxima da membrana plasmática, contém principalmente lamininas. A camada intermediária é composta por fibras de colágeno densas orientadas em uma direção paralela ao redor das células da notocorda, e distalmente a essas está a camada mais externa contendo fibras orientadas em direção ortogonal às fibras da camada intermediária.
Em embriões de mamíferos: No início da terceira semana, tem início a formação da linha primitiva na região caudal. Essa linha se estende em direção cranial e forma o nó primitivo. Algumas células migram do nó primitivo formando o processo notocordal, o qual irá crescer cefalicamente entre a ectoderme e a endoderme do embrião até alcançar uma pequena área circular de células, a placa pré-cordal. A linha primitiva assim vai se encurtando novamente a medida que o processo notocordal se alonga. No final da terceira semana, o processo notocordal se transforma na notocorda.

## Indução da Placa Neural

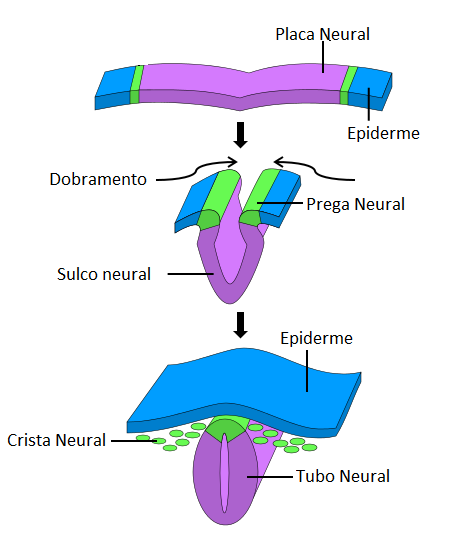
Processo de neurulação, a região em roxo na placa neural representa locais onde houve inibição de BMP e as regiões em azul mostram locais em que a proteína BMP não foi suprimida

A indução é o primeiro passo pelo qual células ectodérmicas nativas começam a se comprometer rumo a linhagem neural, processo que ocorre devido às sinalizações que se dão pelo nó primitivo. O nó situa-se numa região denominada epiblasto e localiza-se na extremidade da linha primitiva, onde há ocorrência de um gradiente crescente de proteínas como a FGF (Fibroblast growth factor) e BMP (Bone morphogenetic protein), responsáveis pela formação de epiderme, que vão do sentido posterior ao anterior. A proteína BMP deve ser inibida para que as células centrais do epiblasto possam se diferenciar em linhagens neurais ao invés de epidermais. O nó primitivo, portanto, libera proteínas antagonistas de BMP, como as proteínas Chordin e Noggin, as quais suprimem a indução celular epidermal na região central do epiblasto, onde a ausência do BMP induz a formação da placa neural, onde haverá, em seguida, o seu dobramento permitindo que haja o encontro das pregas neurais, que ao se encontrarem irão ser aderidas uma à outra permitindo a formação do tubo neural, e o desprendimento das células da crista neural permitirão que o tubo neural se aloje entre o ectoderma e a endoderma.